# Siège de Rethel (1411)
Guerre civile entre Armagnacs et Bourguignons
Batailles
Le siège de Rethel est un épisode de la guerre civile entre Armagnacs et Bourguignons. En 1411, Pierre de Bréban, comte de Namur et partisan armagnac, vient pour capturer la ville de Philippe de Bourgogne.

## Prémices
Amé de Sarrebruck et Pierre de Bréban, dit Clignet, tous deux partisans des Armagnacs, regroupent des troupes à Coucy et à Ham. Les Bourguignons préparent également des troupes sous les ordres du seigneur de Hailly (Jacques de Créquy), d'Enguerrand de Bournonville et du seigneur de Roncq (Jean de Norrent) pour les repousser en cas d'attaque du côté de Bapaume ou de Ham.

## Déroulement
L'armée de Clignet, forte de 2 000 hommes, part vers le nord en espérant prendre la ville de Rethel. La ville a pu fermer ses portes et repousse l'assaillant qui brûle les quartiers extérieurs jusqu'au quartier de la rue des Telliers qui était protégé par un fossé. Clignet divise alors sa troupe en deux compagnies, qui vont piller le pays vers l'Ouest et l'Est puis retournent à Ham.

## Conséquences
Pierre de Bréban part ensuite en Artois assiéger Bapaume, défendue par le seigneur de Hailly, qui n'ose pas sortir de la ville affronter les Armagnacs plus nombreux mais repousse leurs attaques. Les troupes de Bréban reviennent ensuite à Ham, qui est assiégée  puis ravagée par les troupes flamandes et bourguignonnes menées par le duc de Bourgogne.
La ville de Rethel n'est pas prise mais subit encore des dommages de guerre, comme lors de sa capture par les Anglais en 1423, la ville n'étant finalement reprise qu'en 1425 par Charles VII.